# Президент на Таджикистан
Президентът на Таджикистан съгласно член 64 от Конституцията е държавният глава на страната и стои начело на правителството и изпълнителната власт в страната.
Президентът е гарант за спазването на Конституцията и законите на страната, на правата и свободите на човека и гражданина, на националната независимост, на единството и териториалната цялост на страната, на приемствеността и стабилността на страната, на съгласуваността и функционирането на държавните органи, на спазването на международнте ангажименти на Таджикистан.
Член 65 определя избирането на президента, което става от всички граждани на Таджикистан, след всеобщо, открито и тайно гласуване за срок от 7 години.
Всеки гражданин на Република Таджикистан, не по-малад от 35 години, владеещ официалния език и постоянно пребиваващ на територията на страната от не по-малко от 10 години, може да се кандидатира за поста Президент на Таджикистан. Кандидатът за президент може да бъде регистриран, след като събере подписи от 5 % от избирателите. Едно лице може да заема поста Президент на Таджикистан само два поредни мандата.
| име               | встъпил в длъжност | напуснал длъжността | забележка                                                                      |
| Рахмон Набиев     | 23 септември 1991  | 6 октомври 1991     | няма                                                                           |
| Акбаршо Искандров | 6 октомври 1991    | 12 декември 1991    | изпълняващ длъжността                                                          |
| Рахмон Набиев     | 2 декември 1991    | 7 септември 1991    | няма                                                                           |
| Акбаршо Искандров | 7 септември 1992   | 19 ноември 1992     | изпълняващ длъжността                                                          |
| Емомали Рахмонов  | 20 ноември 1992    | понастоящем         | от 16 ноември 1994 заема и длъжността председател на Маджлиси Оли (парламента) |